# Orchestre philharmonique de Tokyo

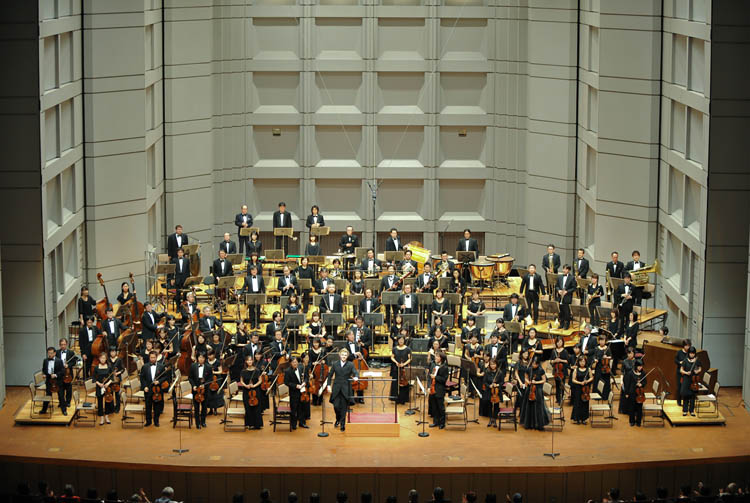
Orchestre philharmonique de Tokyo (2009)

L'Orchestre philharmonique de Tokyo ou Tokyo Philharmonic Orchestra (東京フィルハーモニー交響楽団, Tōkyō Firuhāmonī Kōkyō Gakudan) est le plus ancien orchestre philharmonique japonais. C'est actuellement le plus grand orchestre du Japon avec 166 membres.

## Historique
Fondé en 1911 à Nagoya — sous le nom Ito Gofukuten Boys Music Band — par un magasin de vêtements, qui a ensuite fusionné avec la chaîne de grands magasins Matsuzakaya, l'orchestre prend le nom de Nagoya Symphony Orchestra en 1936. En 1938, l'orchestre déménage à Tokyo où il est rebaptisé Central Symphony Orchestra. Trois ans plus tard, à l'automne 1941, il prend le nom de Tokyo Symphony Orchestra, avant de prendre sa dénomination définitive de Tokyo Philharmonic Orchestra en 1946.
À partir de 1939, l'orchestre est dirigé par le compositeur allemand Manfred Gurlitt ; puis en 1948, Akeo Watanabe devient son directeur musical, jusqu'en 1954.
En 1999, Norio Ohga, président de Sony, est nommé président de l'Orchestre philharmonique de Tokyo. En 2001, l'Orchestre philharmonique de Tokyo fusionne avec le Japan Shinsei Symphony Orchestra et le chef d'orchestre coréen Chung Myung-whun en devient le directeur musical.
En 2011, Hiroshi Mikitani, président-directeur général et fondateur de Rakuten devient le président du conseil d'administration de l'Orchestre philharmonique de Tokyo.

## Chefs permanents
- Akeo Watanabe (1947-1954)
- Yoichiro Omachi (1961-1965)
- Kurt Wöss (1974)
- Tadaaki Otaka (1974-)
- Andrea Battistoni (3 octobre 2016 - )[3].

## Créations
- Symphonie « Berlin Renshi » de Toshi Ichiyanagi, 1988
- Concerto pour violoncelle de Tōru Takemitsu, 1984